# Osteomyelitis
Osteomyelitis is een infectie van het bot of beenmerg die doorgaans veroorzaakt wordt door bacteriën zoals Staphylococcus aureus, maar ook weleens door mycobacteriën of, zelden, door de E. coli-bacterie. Ook kan een Salmonella-bacteriëmie door verspreiding van bacteriën via de bloedbaan aanleiding geven tot het ontstaan van gelokaliseerde letsels van osteomyelitis. Dit laatste is vaak het geval bij een verminderde immuniteit. Bij een aangedaan bot geeft de zwelling van het beenmerg problemen doordat bloedvaten in het beenmerg afgekneld worden en zo de bloedtoevoer in het gedrang komt. Hierdoor kunnen stukken botweefsel afsterven en losraken ('sekwesters'). Rondom de aangedane botdelen kan de infectie zich verspreiden en kunnen abcessen ontstaan. Osteomyelitis is een ernstige aandoening die vrij makkelijk kan leiden tot functieverlies van het getroffen ledemaat.
Osteomyelitis kan veroorzaakt worden door besmetting vanuit het bloed, door infectie van nabijgelegen weefsel, en door directe infectie, bijvoorbeeld na een open botbreuk, of chirurgie. Hemodialyse en intraveneus druggebruik verhogen de gevoeligheid voor osteomyelitis van de ruggenwervels.
Onbehandelde (acute) osteomyelitis kan overgaan in chronische osteomyelitis. De chronische variant wordt aangeduid als chronische recurrente multifocale osteomyelitis (CRMO).
Behandeling van osteomyelitis verloopt na bepaling van het veroorzakend organisme door behandeling met een voor dat organisme effectief antibioticum dat intraveneus wordt toegediend. Als de osteomyelitis veroorzaakt vanuit door een andere infectie en weefsel is afgestorven, is vaak een operatie noodzakelijk om het dode weefsel te verwijderen. Ook is vaak drainage van abcessen noodzakelijk. Soms worden hierbij kralensnoeren met antibiotica in de wond achtergelaten om ter plaatse gedurende lange tijd een hoge concentratie te kunnen krijgen. Bij chronische osteomyelitis kan hyperbare geneeskunde een uitkomst bieden.
Een ontsteking van het beenmerg kan een causale of voorspellende factor zijn in het ontstaan van leukemie, zo is eind 2016 gebleken in wetenschappelijk onderzoek.
| leeftijdsgroep                                   | meest voorkomende verwekkers                                                      |
| ------------------------------------------------ | --------------------------------------------------------------------------------- |
| pasgeborenen (< 4 maanden)                       | S. aureus, Enterobacter soorten, en groep A en B Streptokokken                    |
| kinderen (4 mnd tot 4 jaar)                      | S. aureus, groep A Streptokokken, Haemophilus influenzae, en Enterobacter-soorten |
| kinderen, adolescenten ( 4 jaar tot volwassenen) | S. aureus (80%), groep A Streptokokken, H. influenzae, en Enterobacter stammen    |
| Volwassenen                                      | S. aureus en soms Enterobacter of Streptokokken.                                  |